# Riga Sea Line
Riga Sea Line är ett rederi som startade år 2002. Riga Sea Line har ett fartyg, M/S Baltic Kristina som går mellan Stockholm och Riga.
Det första året chartrade rederiet snabbfärjan Max Mols. På grund av ekonomiska problem slutade M/S Baltic Kristina gå mellan Stockholm och Riga den 15 oktober 2005.